# 伊藤彰彦 (実業家)
伊藤 彰彦（いとう あきひこ、1957年7月24日 - ）は、日本の実業家、株式会社RABベストメンテナンス社長。

## 略歴
- 1980年4月 青森放送入社[1]。
- 1999年4月 制作局業務推進部長[1]。
- 2014年6月 社長室長[1]。
- 2016年3月 RAB映像、RABベストメンテナンス社長[1]。
- 2018年6月 取締役、RABベストメンテナンス社長[1]。
- 2019年4月 取締役総務局長、RABベストメンテナンス社長[1]。
- 2020年11月 取締役、RABベストメンテナンス社長[2]。
- 2021年6月25日 取締役を退任[3]。